# Олександар Турчинов
Олександар Валентинович Турчинов (укр. Олександр Валентинович Турчинов; Дњепропетровск, 31. март 1964) украјински је политичар, сценариста, баптистички свештеник и економиста.
Године 2005. обављао је функцију директора Службе безбедности Украјине (СБУ). Након свргавања председника Виктора Јануковича, био је вршилац дужности председника Украјине од 22. фебруара 2014. до 7. јуна 2014. године. Након тога је именован за председника Врховне раде и ту функцију је обављао до 26. новембра 2014. године. Турчинов је такође био вршилац дужности премијера Украјине 2010. године.

## Контроверзе и ставови
Турчинов је изјавио да је у марту 2014. године наредио украјинској војсци да употреби оружје против руских снага на Криму, али да је његово наређење било одбијено. Такође је рекао да је наредио да се бомбардује аеродром у Доњецку. Током инвазије Русије на Украјину 2022. године, руским трупама, посебно обавештајним службама, издато је наређење да не пусте Турчинова да побегне из земље. Актуелни председник Украјине, Володимир Зеленски, изјавио је да Турчинова сматра једним од одговорних за губитак Крима.
Постоје процене које Турчинова карактеришу као једног од вођа „јастребова” украјинске политике, укључујући и њега међу најагресивније украјинске политичаре. Неке његове изјаве и предлози изазвали су крајње двосмислену реакцију не само у Украјини. На пример, Турчинов је изјавио да је СССР, заједно са Немачком, покренуо Други светски рат. Током догађаја на Криму 2014. године, Турчинов се једини залагао за увођење војног стања, а потом је изјавио да ће се за Украјину рат завршити тек након „ослобођења“ свих украјинских територија, укључујући и Крим, за шта Украјинци треба да уложе све напоре. Турчинов је 25. децембра 2015. године предложио Савету хришћанских цркава Украјине да размотри прелазак прославе Божића по грегоријанском календару и, сходно томе, прелазак прославе Божића са 7. јануара на 25. децембар. Он подсећа да су Украјина и Русија прешле са јулијанског на грегоријански календар тек 1918. године.